# Juniperus mairei
Juniperus mairei — вид хвойних рослин з родини кипарисових (Cupressaceae). Місцем проживання цього виду є Північно-центральний, Південно-центральний, Південно-Східний Китай, Цинхай, Тибет.